# Peter Houtman
Petrus Johannes (Peter) Houtman (Rotterdam, 4 juni 1957) is een voormalig voetballer, die onder meer uitkwam voor Feyenoord, FC Groningen en het Nederlands voetbalelftal. Na zijn actieve voetballoopbaan was hij jarenlang stadionspeaker bij Feyenoord en presentator van Feyenoord TV.

## Loopbaan

### Clubloopbaan
Houtman was afkomstig uit de jeugdopleiding van Feyenoord. In seizoen 1977/78 werd hij verhuurd aan FC Groningen, waarvoor hij op 17 augustus 1977 zijn debuut maakte in het betaalde voetbal, tegen FC Vlaardingen '74. In deze wedstrijd in de Eerste divisie scoorde hij direct. In zijn eerste seizoen maakte hij in totaal 23 doelpunten in 32 wedstrijden en was hij topscorer van de Eerste divisie.
Na een half jaar terug bij Feyenoord en een half jaar bij Club Brugge in België belandde Houtman opnieuw bij FC Groningen, dat dat seizoen promoveerde naar de Eredivisie. In de drie seizoenen dat hij bij Groningen speelde, scoorde hij regelmatig. Dit wekte opnieuw de interesse van Feyenoord. In de zomer van 1982 keerde Houtman terug in Rotterdam. Hij speelde vervolgens zijn meest succesvolle seizoen: met 30 doelpunten in 32 wedstrijden was hij Nederlands topscorer en eindigde hij als tweede op de lijst van Europese topschutters. Hiervoor ontving Houtman in Parijs de zilveren schoen uit handen van Eusébio. 
Houtman keerde in 1985 terug bij FC Groningen. In januari 1987 vertrok hij naar Sporting Lissabon en in oktober 1988 keerde hij weer terug naar Feyenoord. Dit was de derde keer dat Houtman terugkwam bij Feyenoord en dus de vierde keer dat hij bij de Rotterdamse club onder contract stond. Geen enkele andere voetballer keerde zo vaak terug bij dezelfde club. Het seizoen erna tekende Houtman bij Sparta Rotterdam. In december 1991 mocht hij transfervrij vertrekken naar FC Den Haag. Hij leek na dat seizoen te stoppen, maar tekende in januari 1993 voor nog een half seizoen bij Excelsior. Houtman scoorde in totaal 238 doelpunten in 446 competitiewedstrijden.

### Nederlands elftal
Op 7 september 1983 maakte hij zijn debuut voor het Nederlands elftal. In de EK-kwalificatiewedstrijd tegen IJsland maakte Houtman een van de drie doelpunten. Tussen 1983 en 1985 speelde Houtman acht interlands waarin hij zeven keer scoorde. In een vriendschappelijke wedstrijd tegen Denemarken scoorde hij twee keer. Zijn laatste wedstrijd voor Oranje was op 20 november 1985 tegen België. Ondanks winst en een doelpunt van Houtman wist Nederland zich in deze wedstrijd niet te kwalificeren voor het wereldkampioenschap voetbal 1986. 

### Latere loopbaan
Houtman was na zijn actieve voetbalcarrière werkzaam als jeugdtrainer. Van 1998 tot 2025 was hij de vaste stadionspeaker in het stadion Feijenoord bij de thuiswedstrijden van Feyenoord. Houtman was actief als spits bij de amateurclubs VV Oude Maas en Rijnmond Hoogvliet Sport. Daarnaast speelde hij wedstrijden in het World Master Team, oud-Feyenoord en het team van de ex-internationals. 
Als inwoner van Spijkenisse werd hij bij de gemeenteraadsverkiezingen 2010 gevraagd om lijstduwer te worden voor de lokale politieke partij Onafhankelijk Nieuw Spijkenisse (ONS). Door voorkeurstemmen werd hij daadwerkelijk gekozen en nam hij zitting in de raad. Voor de verkiezingen van 2014 liet hij weten niet beschikbaar te zijn voor een nieuwe termijn. Desondanks was hij opnieuw lijstduwer en kreeg hij weer genoeg voorkeurstemmen. Het werk als politicus was voor hem echter niet meer te combineren met zijn andere werkzaamheden. Vanaf 2010 verzorgde hij lezingen, presentaties, clinics en was hij tevens te boeken als dagvoorzitter en gastheer.
In januari 2025 maakte Houtman bekend dat hij aan de ziekte van Alzheimer lijdt. Hij legde daarom na het seizoen 2024-2025 zijn functie als stadionspeaker van Feyenoord neer. Zijn afscheid was op 14 mei 2025, bij een thuiswedstrijd tegen RKC Waalwijk.

## Clubstatistieken
| Seizoen | Club              | Competitie     | Wedst. | Goals |
| ------- | ----------------- | -------------- | ------ | ----- |
| 1977/78 | FC Groningen      | Eerste divisie | 32     | 23    |
| 1978/79 | Feyenoord         | Eredivisie     | 15     | 5     |
| 1978/79 | Club Brugge       | Eerste klasse  | 15     | 3     |
| 1979/80 | FC Groningen      | Eerste divisie | 26     | 23    |
| 1980/81 | FC Groningen      | Eredivisie     | 34     | 17    |
| 1981/82 | FC Groningen      | Eredivisie     | 31     | 15    |
| 1982/83 | Feyenoord         | Eredivisie     | 32     | 30    |
| 1983/84 | Feyenoord         | Eredivisie     | 32     | 21    |
| 1984/85 | Feyenoord         | Eredivisie     | 32     | 21    |
| 1985/86 | FC Groningen      | Eredivisie     | 33     | 23    |
| 1986/87 | FC Groningen      | Eredivisie     | 18     | 7     |
| 1986/87 | Sporting Lissabon | SuperLiga      | 0      | 0     |
| 1987/88 | Sporting Lissabon | SuperLiga      | 19     | 3     |
| 1988/89 | Sporting Lissabon | SuperLiga      | 0      | 0     |
| 1988/89 | Feyenoord         | Eredivisie     | 21     | 7     |
| 1989/90 | Sparta Rotterdam  | Eredivisie     | 33     | 16    |
| 1990/91 | Sparta Rotterdam  | Eredivisie     | 33     | 13    |
| 1991/92 | Sparta            | Eredivisie     | 10     | 3     |
| 1991/92 | FC Den Haag       | Eredivisie     | 15     | 2     |
| 1992/93 | Excelsior         | Eerste divisie | 15     | 6     |

## Erelijst
| Competitie     |              |              |              |              |
| Competitie     | Aantal       | Jaren        |              |              |
| FC Groningen   | FC Groningen | FC Groningen | FC Groningen | FC Groningen |
| -------------- | ------------ | ------------ | ------------ | ------------ |
| Eerste divisie | 1x           | 1979/80      |              |              |
| Feyenoord      |              |              |              |              |
| KNVB beker     | 1x           | 1983/84      |              |              |
| Eredivisie     | 1x           | 1983/84      |              |              |